# 아나 토렌트
아나 토렌트(Ana Torrent, 1966년 7월 12일 ~ )는 스페인의 배우이다.

## 출연 작품
- 베로니카 (2017) : 아나 역
- 호세마리아 신부의 길 (2011)
- 노도 (2009)
- 천일의 스캔들 (2008)
- 아이리스 (2004)
- 텔시 루퍼 가방 2부 (2004)
- 텔시 루퍼 가방 3부 (2003)
- 텔시 루퍼 가방 1부 (2003)
- 루나의 게임 (2001)
- 달의 표정들 (2001)
- 요에스 (2000)
- 떼시스 (1996)
- 젖소 (1992)
- 혈과 사 (1989)
- 헤밍웨이 (1988)
- 둥지 (1980)
- 오그로 (1979)
- 엘리자, 내 사랑 (1977)
- 까마귀 기르기 (1976)
- 벌집의 정령 (1973) : 아나 역